# 日立工業専門学院
日立工業専門学院（ひたちこうぎょうせんもんがくいん、通称：日工専）は株式会社日立製作所が管轄する企業内高等教育機関（企業内大学）。日立茨城工業専門学院（ひたちいばらきこうぎょうせんもんがくいん、通称：茨専）と日立京浜工業専門学院（ひたちけいひんこうぎょうせんもんがくいん、通称：京専）の2学校を統合し改称されている。当該学院のすぐ近隣には、同じく日立製作所が管轄する日立工業専修学校（通称:日専校）があり、しばしば当該学院と混同されるが、それぞれ独立した別の教育機関である。

## 概要
日立製作所の企業内高等教育機関として1960年に創立。日立製作所本体だけではなく資本関係にある日立グループ会社全体に対して門戸を開く。目的は高等学校卒業程度の社員に対して大学レベルの高等教育の機会を与え、日立グループ全体の技術レベルの底上げを行うことにある。入学するためには厳しい選抜試験に合格する必要があり、卒業した者には社内において大学（上位）卒業程度の処遇が施される。在学中優秀だった者に対しては、卒業後、更に国内有名大学（東京大学、早稲田大学、横浜国立大学、茨城大学など）の研究室などでも就学をさせる。試験の倍率は過去では30倍と超難関である。入学試験を受けるには所属会社の推薦（許可）が必要であり、そのためには、学生時代優秀であると認められる必要がある。全寮制全日制で、就学期間中は給与も支払われる。
学校教育法に規定される学校、専修学校あるいは各種学校ではないため、卒業生に学位や称号は授与されない。

## 沿革
- 1960年（昭和35年）- 日立茨城工業専門学院（通称:茨専）創立
- 1960年（昭和35年）- 日立京浜工業専門学院（通称:京専）創立
- 2002年（平成14年）- 茨専に京専を吸収統合、日立工業専門学院（通称:日工専）と改称

## 創立目的
経済的理由などにより向学心があっても大学に進学できなかった高等学校卒業者に対して高等教育の機会を与えるため、また、当時不足していた技術者を育成するため。

## 設置学科
当該学院には、時代によって名称にフレはあるものの、おおよそ以下の様な複数の学科が設置されている。そのほとんどが理工学系の学科であるが、経済・経営・金融・法律などを学ばせる為の文系学科として管理工学科も設置されている。各学科の定員は毎年30人前後となっており、入学希望者に対する競争率は極めて高い。
- 理系学科：電気工学、機械工学、材料工学、電子工学、情報工学、ソフトウェア工学
- 文系学科：管理工学

## 教育体系概要
選抜試験に合格した者は本科生として入学する。本科生には全寮制全日制の体制で15ヶ月間の短期集中教育が行われる。就学期間中は原則週5日間、一日約8時間（労基法上必要とされる休憩時間を含む）が学習時間として設定されている。本科生は基礎専門科目を講義形式で学ぶほか、習得した知識を活用できるようにするための工学演習、自ら課題を考え解決できる能力を養うための卒業研究などを行う。また、英語は当該学院の重点科目のひとつとなっており、技術英語の読解力や英会話能力を向上させるためのカリキュラムも充実している。
更に、課外授業（生徒の承認を得た上での自己啓発扱い）として、小人数編成による技術ゼミナールや語学ゼミナールなども実施されている。これらの教育内容について就学期間中に数回の定期試験が行われ、本科生には厳しく成果が求められる。なお、極めて優秀な成績を修めた本科生には、日本国内有名大学の研究室などにおいて更に12ヶ月間の就学をさせる。その様な生徒は特に研究科生と称される。

## 入学試験
入学試験には以下の科目がある。
数学（I, II, III, A, B, C）、物理（I, II）、英語、国語・社会（企業人としての一般常識）、及び専門科目（学科毎に異なる）。
内容は全て高校卒業（京都大学入学）程度であり、“国語･社会”科目には日立の企業理念等の日立に関しての深い知識と理解がなければ解けない特別な問題が出題される。
入学試験は1次試験から始まり、2次試験、3次試験まであり、全てに合格しなければ入学することはできないため、超難関である。なお、管理学科は物理科目が免除される。

## 本科入学資格
- 高等学校を卒業し日立製作所または日立グループ会社に在籍していること
- 原則執務職として1年以上の就業経験を有していること（高校等卒業者は一般的に執務職と現業職に大別されている）
- 当該学院が一年に一度実施する選抜試験（1次試験〜3次試験がある）に合格すること

## 卒業生の進路と待遇
卒業生は原則として、出身事業所や出身会社に戻り就業することになる。なお、当該学院の卒業生には大学卒業程度及び将来役員候補の処遇が施されることになる。

## 卒業生数
2003年（平成15年）時点で10,000人以上の卒業生を送り出している。

## 卒業生の活躍
当該学院の卒業生には以下のような者も存在する。
- 研究論文が評価され、大学から博士号の学位を取得した者
- 大学等で講師をつとめる者

## 社会的知名度
茨城県は日立製作所創業の地ということもあり、日立製作所や日立グループ会社に関係する者（以下、日立関係者という）以外でも当該学院の存在を知る者は多い。しかし、茨城県外では、日立関係者を除いて当該学院の存在を知る者は極めて少なくなる。

## 学院関係者の功績
当該学院は大学をはじめとする教育界の変化に後れをとらないばかりか、オリジナリティを持った発展を遂げ続けている。これは教育現場で直接生徒に触れている教授陣やそれを支える全日立グループの教育企画部隊（以下、学院関係者という）の弛まぬ努力によってもたらされている。学院関係者はその時代における大学や関連学会の動向を横睨みし、変化した内容をタイムリーに、そしてオリジナルの調整を加えながら当該学院のカリキュラムに反映させ続けている。

## 学院の有効活用
当該学院ではキャンパスや宿泊施設を有効活用する為に、本科生教育以外の専門技術講座（1講座三日間から一週間程度）を全日立グループ技術者の為に実施している。その受講生数だけでも年間数千人を超える。